# Contramaestre Casado (A-01)
Pour les articles homonymes, voir Contramaestre.

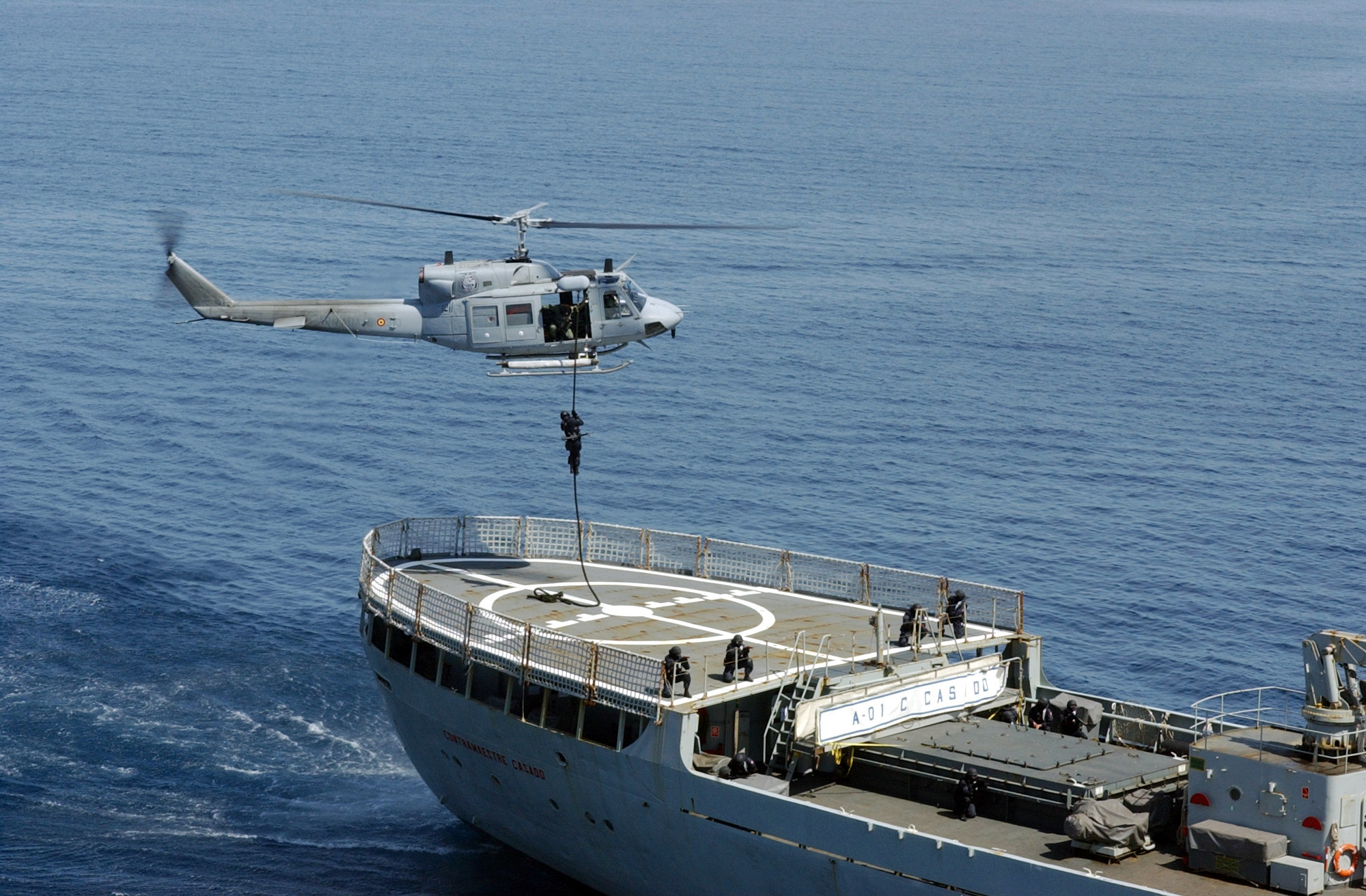
Un hélicoptère AB-212 de l'Armada espagnole sur le Contramaestre Casado (A-01).

Le Contramaestre Casado (A-01) est un navire de transport et navire-grue de type Lo-Lo (lift on/ lift off) (avec hélisurface) de l'armada espagnole.

## Description
Il dispose d'une hélisurface pour hélicoptères de taille moyenne comme les AB-212.